# Panketal
Panketal es un municipio del distrito de Barnim, en Brandeburgo (Alemania).

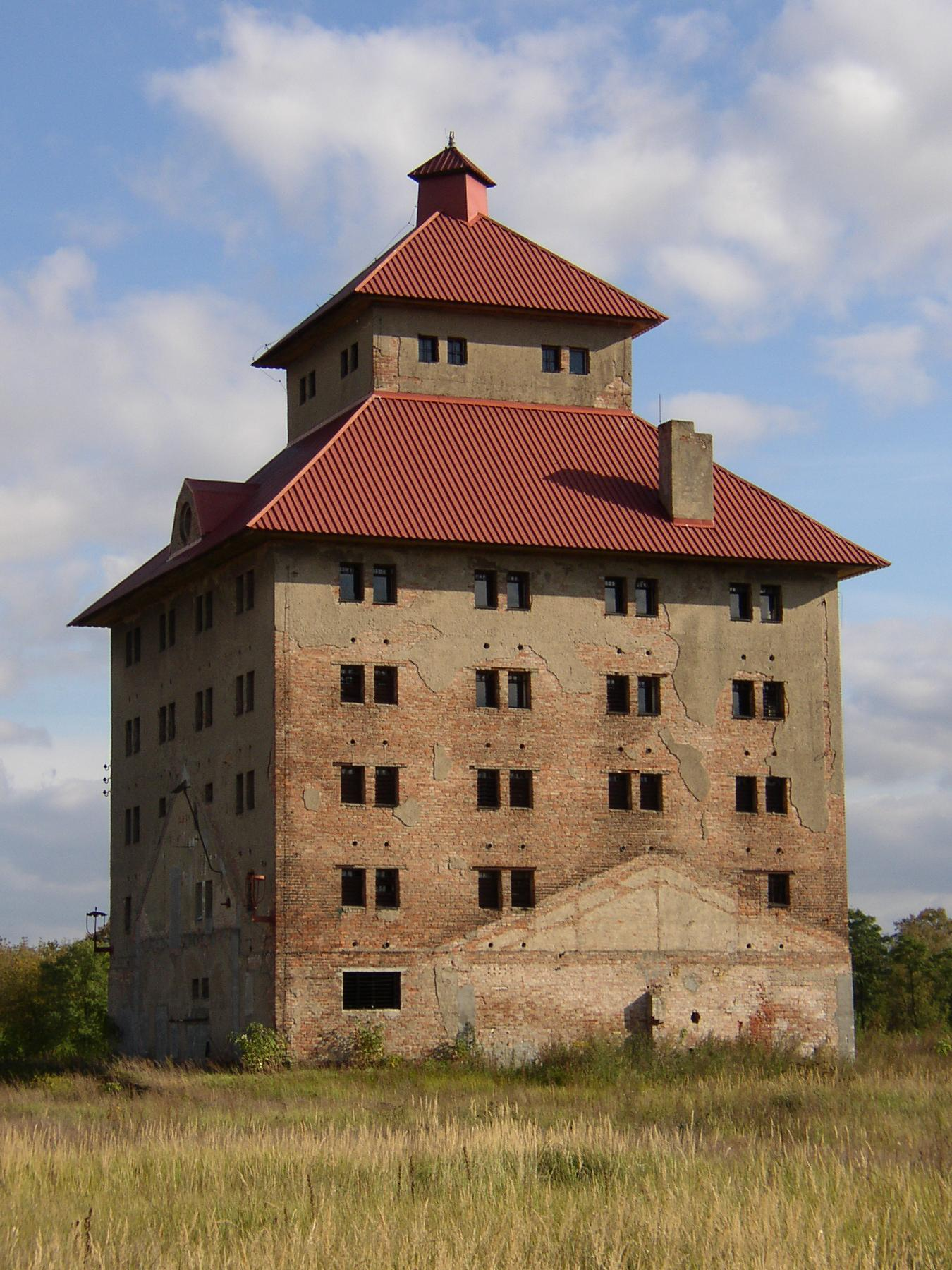
Granario en Hobrechtsfelde

## Demografía
- Desarrollo de la población en los actuales límites (Línea azul: Habitantes -- Línea de puntos: Comparación con el desarrollo de Brandenburgo; Fondo gris: Período del gobierno nazi -- Fondo Rojo: Época communista)
- Tendencias actuales (línea azul) y previsiones de la población